# Collegio elettorale di Paternò (Camera dei deputati)
Il collegio di Paternò fu un collegio elettorale uninominale della Repubblica Italiana per l'elezione della Camera dei deputati. Apparteneva alla circoscrizione Sicilia 2 e fu utilizzato per eleggere un deputato nella XII, XIII e XIV legislatura.
Venne istituito nel 1993 con la cosiddetta Legge Mattarella (Legge n. 277, Nuove norme per l'elezione della Camera dei deputati), attuata in seguito al referendum abrogativo del 1993. La legge istituì per la Camera dei deputati e per il Senato della Repubblica un sistema di elezione misto, in parte maggioritario e in parte proporzionale. Il 75% dei parlamentari dell'assemblea veniva eletto in collegi uninominali tramite sistema maggioritario a turno unico; il restante 25% alla Camera veniva eletto tramite sistema proporzionale con liste bloccate.
Il collegio venne abolito insieme a tutti gli altri che costituivano la Camera con la promulgazione della legge elettorale successiva, la cosiddetta Legge Calderoli. Questa prevedeva un sistema proporzionale con premio di maggioranza, che alla Camera veniva attribuito a livello nazionale.

## Territorio
Il collegio di Paternò era uno dei 41 collegi uninominali in cui era suddivisa la Sicilia e, come previsto dal D.Lgs. del 20 dicembre 1993 n. 536, era interamente compreso nella provincia di Catania e comprendeva i seguenti comuni: Adrano, Belpasso, Biancavilla, Paternò, Ragalna e Santa Maria di Licodia.

## Eletti
| Elezione | Elezione                 | Deputato        | Partito                    |
| -------- | ------------------------ | --------------- | -------------------------- |
|          | 1994                     | Sebastiano Neri | Polo del Buon Governo (AN) |
| 1996     | Polo per le Libertà (AN) | Sebastiano Neri |                            |
|          | 2001                     | Fabio Fatuzzo   | Casa delle Libertà (AN)    |

## Dati elettorali

### XII legislatura

#### Risultati proporzionale
| Coalizioni        | Coalizioni                       | Liste                                 | Liste                              | Voti   | %     |
| ----------------- | -------------------------------- | ------------------------------------- | ---------------------------------- | ------ | ----- |
|                   | Polo del Buon Governo            |                                       | Forza Italia                       | 21.406 | 29,07 |
|                   | Polo del Buon Governo            | Alleanza Nazionale                    | 12.740                             | 17,30  |       |
| Totale coalizione | Totale coalizione                | 34.146                                | 46,37                              |        |       |
|                   | Progressisti                     |                                       | Partito Democratico della Sinistra | 17.429 | 23,67 |
|                   | Progressisti                     | Movimento per la Democrazia - La Rete | 9.167                              | 12,45  |       |
|                   | Progressisti                     | Partito Socialista Italiano           | 1.109                              | 1,51   |       |
| Totale coalizione | Totale coalizione                | 27.705                                | 37,63                              |        |       |
|                   | Patto per l'Italia               |                                       | Partito Popolare Italiano          | 4.123  | 5,60  |
|                   | Patto per l'Italia               | Patto Segni                           | 3.845                              | 5,22   |       |
| Totale coalizione | Totale coalizione                | 7.968                                 | 10,82                              |        |       |
|                   | Lista Pannella                   | Lista Pannella                        | Lista Pannella                     | 2.063  | 2,80  |
|                   | Socialdemocrazia                 | Socialdemocrazia                      | Socialdemocrazia                   | 527    | 0,72  |
|                   | Solidarietà Occupazione Sviluppo | Solidarietà Occupazione Sviluppo      | Solidarietà Occupazione Sviluppo   | 448    | 0,61  |
|                   | Democrazia Siciliana             | Democrazia Siciliana                  | Democrazia Siciliana               | 307    | 0,42  |
|                   | Movimento Repubblicano           | Movimento Repubblicano                | Movimento Repubblicano             | 182    | 0,25  |
|                   | Rinnovamento Democratico         | Rinnovamento Democratico              | Rinnovamento Democratico           | 155    | 0,21  |
|                   | Movimento Popolare Cristiano     | Movimento Popolare Cristiano          | Movimento Popolare Cristiano       | 83     | 0,11  |
|                   | Lista Franco Greco               | Lista Franco Greco                    | Lista Franco Greco                 | 60     | 0,08  |
| Totale            | Totale                           | Totale                                | Totale                             | 73.644 |       |

#### Risultati uninominale
|                               | Sebastiano Neri ✔️ Eletto         | Polo del Buon Governo (FI - AN - CCD - UDC - PLD) | 36 223 | 48,85 |  |  |  |  |  |
|                               | Luca Antonio Cangemi              | Progressisti                                      | 22 979 | 30,99 |  |  |  |  |  |
|                               | Vittorio Giovanni Maria Lo Presti | Patto per l'Italia                                | 12 686 | 17,11 |  |  |  |  |  |
|                               | Salvatore Marcellino              | Partito Socialista Italiano                       | 2 259  | 3,05  |  |  |  |  |  |
| Totale                        | Totale                            | Totale                                            | 74 147 | 100   |  |  |  |  |  |
|                               |                                   |                                                   |        |       |  |  |  |  |  |
| Fonte: Ministero dell'interno |                                   |                                                   |        |       |  |  |  |  |  |

### XIII legislatura

#### Risultati proporzionale
| Coalizioni        | Coalizioni                                 | Liste                                      | Liste                                      | Voti   | %     |
| ----------------- | ------------------------------------------ | ------------------------------------------ | ------------------------------------------ | ------ | ----- |
|                   | Polo per le Libertà                        |                                            | Forza Italia                               | 19.339 | 28,54 |
|                   | Polo per le Libertà                        | Alleanza Nazionale                         | 12.450                                     | 18,37  |       |
|                   | Polo per le Libertà                        | CCD-CDU                                    | 4.151                                      | 6,13   |       |
| Totale coalizione | Totale coalizione                          | 35.940                                     | 53,04                                      |        |       |
|                   | L'Ulivo                                    |                                            | Partito Democratico della Sinistra         | 12.570 | 18,55 |
|                   | L'Ulivo                                    | Popolari per Prodi (PPI-SVP-PRI-UD-Prodi)  | 2.805                                      | 4,14   |       |
|                   | L'Ulivo                                    | Rinnovamento Italiano                      | 2.294                                      | 3,39   |       |
|                   | L'Ulivo                                    | Federazione dei Verdi                      | 2.056                                      | 3,03   |       |
| Totale coalizione | Totale coalizione                          | 19.725                                     | 29,11                                      |        |       |
|                   | Progressisti                               |                                            | Rifondazione Comunista                     | 7.467  | 11,02 |
|                   | Noi Siciliani - Fronte Nazionale Siciliano | Noi Siciliani - Fronte Nazionale Siciliano | Noi Siciliani - Fronte Nazionale Siciliano | 1.721  | 2,54  |
|                   | Lista Pannella - Sgarbi                    | Lista Pannella - Sgarbi                    | Lista Pannella - Sgarbi                    | 1.612  | 2,38  |
|                   | Movimento Sociale Fiamma Tricolore         | Movimento Sociale Fiamma Tricolore         | Movimento Sociale Fiamma Tricolore         | 1.300  | 1,92  |
| Totale            | Totale                                     | Totale                                     | Totale                                     | 67.765 |       |

#### Risultati uninominale
|                               | Sebastiano Neri ✔️ Eletto | Polo per le Libertà                        | 30 909 | 45,11 |  |  |  |  |  |
|                               | Salvatore Galatà          | L'Ulivo                                    | 30 873 | 45,06 |  |  |  |  |  |
|                               | Francesco Crupi           | Noi Siciliani - Fronte Nazionale Siciliano | 3 442  | 5,02  |  |  |  |  |  |
|                               | Gaetano Rizzo             | Fiamma Tricolore                           | 3 288  | 4,80  |  |  |  |  |  |
| Totale                        | Totale                    | Totale                                     | 68 512 | 100   |  |  |  |  |  |
|                               |                           |                                            |        |       |  |  |  |  |  |
| Fonte: Ministero dell'interno |                           |                                            |        |       |  |  |  |  |  |

### XIV legislatura

#### Risultati proporzionale
| Coalizioni        | Coalizioni              | Liste                   | Liste                                 | Voti   | %     |
| ----------------- | ----------------------- | ----------------------- | ------------------------------------- | ------ | ----- |
|                   | Casa delle Libertà      |                         | Forza Italia                          | 26.910 | 36,10 |
|                   | Casa delle Libertà      | Alleanza Nazionale      | 9.868                                 | 13,24  |       |
|                   | Casa delle Libertà      | CCD-CDU                 | 4.617                                 | 6,19   |       |
|                   | Casa delle Libertà      | Nuovo PSI               | 1.050                                 | 1,41   |       |
| Totale coalizione | Totale coalizione       | 42.445                  | 56,94                                 |        |       |
|                   | L'Ulivo                 |                         | La Margherita (Dem - PPI - RI- UDEUR) | 10.287 | 13,80 |
|                   | L'Ulivo                 | Democratici di Sinistra | 7.245                                 | 9,72   |       |
|                   | L'Ulivo                 | Comunisti Italiani      | 1.390                                 | 1,86   |       |
|                   | L'Ulivo                 | Il Girasole (FdV - SDI) | 686                                   | 0,92   |       |
| Totale coalizione | Totale coalizione       | 19.608                  | 26,30                                 |        |       |
|                   | Rifondazione Comunista  | Rifondazione Comunista  | Rifondazione Comunista                | 3.758  | 5,04  |
|                   | Democrazia Europea      | Democrazia Europea      | Democrazia Europea                    | 3.658  | 4,91  |
|                   | Lista Di Pietro         | Lista Di Pietro         | Lista Di Pietro                       | 3.409  | 4,57  |
|                   | Lista Pannella - Bonino | Lista Pannella - Bonino | Lista Pannella - Bonino               | 912    | 1,22  |
|                   | Noi Siciliani           | Noi Siciliani           | Noi Siciliani                         | 560    | 0,75  |
|                   | Paese Nuovo             | Paese Nuovo             | Paese Nuovo                           | 123    | 0,16  |
|                   | Abolizione scorporo     | Abolizione scorporo     | Abolizione scorporo                   | 74     | 0,10  |
| Totale            | Totale                  | Totale                  | Totale                                | 74.547 |       |

#### Risultati uninominale
|                               | Fabio Fatuzzo ✔️ Eletto | Casa delle Libertà | 37 595 | 49,95 |  |  |  |  |  |
|                               | Mauro Mangano           | L'Ulivo            | 23 813 | 31,64 |  |  |  |  |  |
|                               | Alfio Papale            | Democrazia Europea | 9 200  | 12,22 |  |  |  |  |  |
|                               | Michelangela Russo      | Lista Di Pietro    | 3 045  | 4,05  |  |  |  |  |  |
|                               | Francesco Palumbo       | Noi Siciliani      | 1 607  | 2,14  |  |  |  |  |  |
| Totale                        | Totale                  | Totale             | 75 260 | 100   |  |  |  |  |  |
|                               |                         |                    |        |       |  |  |  |  |  |
| Fonte: Ministero dell'interno |                         |                    |        |       |  |  |  |  |  |